# Amaia Salamanca
Amaia Salamanca Urízar (Coslada, Madrid, 28 de marzo de 1986) es una actriz y modelo española conocida por su participación en series como SMS (2006-2007), Sin tetas no hay paraíso (2008-2009), Gran Hotel (2011-2013), Bienvenidos a Edén (2022). También ha protagonizado diferentes películas como Fuga de cerebros (2009) o A pesar de todo (2019).

## Biografía

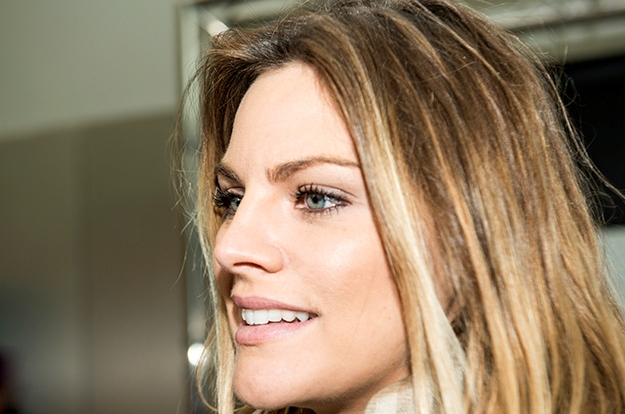
Amaia Salamanca en noviembre de 2013.

Amaia Salamanca nació en el municipio español de Coslada (Madrid) con orígenes vizcaínos, concretamente de Abadiano (en la comarca del Duranguesado).
Inicialmente no pensaba dedicarse a la interpretación. Antes de conseguir su primer papel como actriz, Amaia ya había trabajado en campañas publicitarias para grandes empresas como Telecable y Movistar, como modelo de Marco Aldany en tres exposiciones e imagen de la firma Blue Image. También había participado en los videoclip «Ansiedad» de Antonio Romero y «Sigo llorando por ti» de Pignoise.

## Carrera
Su primer papel como actriz lo obtuvo en 2006 al lograr ser uno de los protagonistas en la serie juvenil SMS, sin miedo a soñar. En ella encarnó durante 185 capítulos a Paula Dejardains Gómez-De Iridutia. Concluida su participación en la serie se incorporó al reparto de Sin tetas no hay paraíso como Catalina. Su historia de amor con El Duque (Miguel Ángel Silvestre) dio gran popularidad a ambos.
En 2009 se estrenó en la gran pantalla con la comedia Fuga de cerebros, con buenos resultados en taquilla. Ese mismo año debutó también en el teatro, en la obra La marquesa de O del escritor alemán Heinrich von Kleist compartiendo escenario con Josep Linuesa, Juan José Otegui y Tina Sainz. El montaje se representó en Madrid en el teatro Bellas Artes, si bien con anterioridad ya había podido verse en Alicante, Zaragoza y Huesca. Un gira posterior, iniciada a principios de 2010, llevó la obra a más ciudades españolas. Meses después regresó a la gran pantalla con Tensión sexual no resuelta, donde compartió cartel con Fele Martínez, Santiago Segura, Adam Jezierski, entre otros. Ya a finales de año, se emitió en Telecinco el telefilme Felipe y Letizia donde interpretaba como protagonista a Letizia Ortiz.
En 2011 estrenó XP3D (eXperiencia Paranormal en 3D) de Sergi Vizcaíno, primera película de terror española en 3D y se unió al reparto como protagonista de Gran Hotel, serie ambientada en los inicios del siglo XX para Antena 3, donde dio vida a Alicia Alarcón hasta 2013. En 2012 protagonizó la película ¡Atraco!.
En febrero de 2014 se incorporó al elenco de la serie de Antena 3, Velvet en la que encarnó a Bárbara durante tres temporadas, la cuñada de Cristina Otegui, la prometida del futuro dueño de las galerías, Alberto Márquez, en los tres últimos capítulos de la primera temporada para continuar después con el personaje. Esto supuso su reencuentro televisivo con el actor Miguel Ángel Silvestre después de haber protagonizado Sin tetas no hay paraíso. En diciembre de 2015, dejó la serie en su tercera temporada debido a que comenzaría el rodaje de otra serie para esa misma cadena, La embajada, donde interpreta desde su estreno en abril de 2016 el personaje de Fátima. La serie consiguió en su primer capítulo reunir a más de cuatro millones de telespectadores.
En febrero de 2017 confirmó su participación en Velvet Colección el spin-off de Velvet volviendo a interpretar a Bárbara de Senillosa. En abril de 2017 se incorporó como una de las protagonistas de la nueva serie de Antena 3, Tiempos de guerra. Desde julio compaginó ambos trabajos con los ensayos y las actuaciones de la obra de teatro La Orestíada. En 2018 interpretó a Cornelia Villalba en el largometraje argentino dirigido por Alejandro Montiel Perdida, que protagonizó junto a Luisana Lopilato.
En 2019 protagonizó la película de Inés de León ¿Qué te juegas?, donde interpretó a Daniela Allende-Salazar. Además, también fue protagonista en los largometrajes Lo dejo cuando quiera de Carlos Therón y A pesar de todo de Gabriela Tagliavini, una película original de Netflix. En octubre de 2020 se anunció su incorporación a Todos mienten, la nueva serie de Pau Freixas para Movistar+. En febrero de 2021 se confirmó el reparto de Bienvenidos a Edén, la nueva apuesta original de Netflix, encabezado por la actriz. Ese mismo año estrenó la comedia Por los pelos, dirigida por Nacho G. Velilla.

## Vida personal
Tiene una hija llamada Olivia, nacida el 9 de abril de 2014, fruto de su relación con el empresario Rosauro Varo Rodríguez que se inició en el año 2010. En marzo de 2015 anunció que esperaba su segundo hijo para finales de verano, un niño. El 8 de septiembre de 2015 nació su segundo hijo, llamado Nacho. El 7 de octubre de 2016 nace su tercer hijo, Mateo.

## Filmografía

### Televisión
| Año           | Título                   | Personaje                           | Canal                    | Notas         |
| ------------- | ------------------------ | ----------------------------------- | ------------------------ | ------------- |
| 2006-2007     | SMS                      | Paula de Jardains Gómez de Iridutia | La Sexta                 | 185 episodios |
| 2007          | Los hombres de Paco      | Cristina                            | Antena 3                 | 2 episodios   |
| 2008-2009     | Sin tetas no hay paraíso | Catalina Marcos Ruiz                | Telecinco                | 43 episodios  |
| 2009          | No estás sola, Sara      | Sara                                | La 1                     | Telefilme     |
| 2010          | Felipe y Letizia         | Letizia Ortiz                       | Telecinco                | 2 episodios   |
| 2011-2013     | Gran Hotel               | Alicia Alarcón Aldecoa              | Antena 3                 | 39 episodios  |
| 2014-2016     | Velvet                   | Bárbara de Senillosa                | Antena 3                 | 28 episodios  |
| 2016          | La embajada              | Fátima                              | Antena 3                 | 11 episodios  |
| 2017          | Tiempos de guerra        | Julia Ballester y Gómez de Rozas    | Antena 3                 | 13 episodios  |
| 2017          | Velvet Colección         | Bárbara de Senillosa                | Movistar+                | 1 episodio    |
| 2022          | Dos años y un día        | Verónica                            | Atresplayer              | 4 episodios   |
| 2022-2023     | Bienvenidos a Edén       | Astrid Bartos Sepúlveda             | Netflix                  | 16 episodios  |
| 2022-2024     | Todos mienten            | Sofía                               | Movistar Plus+           | 11 episodios  |
| 2024-presente | Muertos S.L.             | Vanesa Hernández                    | Movistar Plus+ / Netflix | ¿? episodios  |
| 2025-presente | Pura sangre              | Miranda Acuña                       | Telecinco                | ¿? episodios  |

### Cine
| Año  | Título                                      | Personaje                                    | Director                 |
| ---- | ------------------------------------------- | -------------------------------------------- | ------------------------ |
| 2009 | Fuga de cerebros                            | Natalia                                      | Fernando González Molina |
| 2010 | Tensión sexual no resuelta                  | María del Carmen «Rebeca» Cervera del Hierro | Miguel Ángel Lamata      |
| 2011 | XP3D                                        | Ángela                                       | Sergi Vizcaíno           |
| 2012 | ¡Atraco!                                    | Teresa                                       | Eduard Cortés            |
| 2016 | Manual de principiantes para ser presidente | Ilana Coro                                   | Salim Nayar              |
| 2016 | Nuestros amantes                            | María                                        | Miguel Ángel Lamata      |
| 2018 | Perdida                                     | Nadine «Sirena» Basset / Cornelia Villalba   | Alejandro Montiel        |
| 2019 | A pesar de todo                             | Sofía                                        | Gabriela Tagliavini      |
| 2019 | ¿Qué te juegas?                             | Daniela Allende-Salazar                      | Inés de León             |
| 2019 | Lo dejo cuando quiera                       | Gloria                                       | Carlos Therón            |
| 2022 | Por los pelos                               | Sofía                                        | Nacho G. Velilla         |
| 2022 | La piel del tambor                          | Macarena Bruner                              | Sergio Dow               |
| 2022 | Barcelona: Surf Destination                 | Ella Misma                                   | Salva Ruiz               |
| 2025 | Tabula Rasa                                 | TBA                                          | Esteban Roel             |
| 2025 | El árbol y el ruiseñor                      | La Ahorcada                                  | Miguel Ángel Lamata      |
| 2025 | Siempre es invierno                         | Marta                                        | Davidl Trueba            |

### Teatro
| Año       | Título           | Personaje | Notas           |
| --------- | ---------------- | --------- | --------------- |
| 2009-2010 | La marquesa de O | Julieta   | Papel principal |
| 2017      | La Orestíada     | Electra   | Papel principal |
| 2019      | Prometeo         | Ío        | Papel principal |

## Campañas publicitarias
Desde el año 2016, la actriz compaginó sus papeles como actriz con campañas publicitarias de grandes marcas. Se convirtió primero en embajadora de la marca Amichi y continuó siéndolo en 2017. A partir de 2017 colaboró con la marca de maquillaje Revlon que se alargó durante dos años. El verano de 2017 se le propuso a la actriz ser embajadora de la temporada de verano de Women´s Secret capitaneando el anuncio principal. La campaña tuvo gran éxito y fue por ello por lo que también protagonizó el anuncio del verano de 2018; continuando como embajadora. A finales de 2020 se convirtió en imagen de la marca española Codorníu, grabando varios videos publicitarios. Al comenzar el 2021, tanto la actriz como la marca internacional Pantene, anunciaron a través de redes sociales, que era la nueva embajadora, compartiendo puesto con famosas como Paula Echevarría o María Castro.

## Premios y nominaciones
Premios Fotogramas de Plata
| Año  | Categoría                      | Trabajo                        | Resultado |
| ---- | ------------------------------ | ------------------------------ | --------- |
| 2008 | Actriz más buscada en internet | Actriz más buscada en internet | Ganadora  |
| 2009 | Mejor actriz de televisión     | Sin tetas no hay paraíso       | Nominada  |

Festival de Montecarlo: Ninfa de Oro
| Año  | Categoría    | Trabajo    | Resultado |
| ---- | ------------ | ---------- | --------- |
| 2012 | Mejor actriz | Gran Hotel | Nominada  |

Premios TP de Oro
| Año  | Categoría    | Trabajo                  | Resultado |
| ---- | ------------ | ------------------------ | --------- |
| 2008 | Mejor actriz | Sin tetas no hay paraíso | Nominada  |
| 2011 | Mejor actriz | Gran Hotel               | Nominada  |
| 2012 | Mejor actriz | Gran Hotel               | Ganadora  |

Premios de la Unión de Actores y Actrices
| Año  | Categoría               | Trabajo                  | Resultado |
| ---- | ----------------------- | ------------------------ | --------- |
| 2009 | Mejor actriz revelación | Sin tetas no hay paraíso | Nominada  |

Festival de Málaga
| Año  | Categoría                            | Trabajo                              | Resultado |
| ---- | ------------------------------------ | ------------------------------------ | --------- |
| 2019 | Mejor vestida del Festival de Málaga | Mejor vestida del Festival de Málaga | Ganadora  |

Premios Gamour
| Año  | Categoría                         | Trabajo                           | Resultado |
| ---- | --------------------------------- | --------------------------------- | --------- |
| 2008 | Mejor actriz                      | Sin tetas no hay paraíso          | Ganadora  |
| 2008 | Rostro más bello de televisión    | Rostro más bello de televisión    | Ganadora  |
| 2017 | Actriz más elegante de televisión | Actriz más elegante de televisión | Ganadora  |

Premios Cosmopolitan
| Año  | Categoría                 | Trabajo                   | Resultado |
| ---- | ------------------------- | ------------------------- | --------- |
| 2008 | Mejor actriz de ficción   | Sin tetas no hay paraíso  | Ganadora  |
| 2013 | Premio Mujer Cosmopolitan | Premio Mujer Cosmopolitan | Ganadora  |

Premios Neox Fan Awards
| Año  | Categoría                                            | Trabajo                                              | Resultado |
| ---- | ---------------------------------------------------- | ---------------------------------------------------- | --------- |
| 2012 | Mejor actriz de serie de televisión                  | Gran Hotel                                           | Nominada  |
| 2012 | El mejor beso del año con Yon González en Gran Hotel | El mejor beso del año con Yon González en Gran Hotel | Nominada  |
| 2013 | Mejor actriz de serie de televisión                  | Gran Hotel                                           | Nominada  |
| 2013 | El mejor beso del año con Yon González en Gran Hotel | El mejor beso del año con Yon González en Gran Hotel | Nominada  |